# Bukavu
Bukavu (prononcé /bu.ka.vu/), anciennement Costermansville (en néerlandais : Costermansstad), est une ville de la république démocratique du Congo, capitale de la province du Sud-Kivu, située sur la rive sud-ouest du lac Kivu, et voisine de la ville rwandaise de Cyangugu. La ville compte environ 225 000 habitants, et son agglomération en totalise 1 190 000 (2021).  Depuis le 16 février 2025, elle est sous le contrôle des rebelles du Mouvement du 23 mars (M23).

## Géographie

### Localisation
Bukavu se situe au sud de Goma et du lac Kivu et au nord de la ville d'Uvira. Son relief montagneux offre un climat tropical de montagne délimité en deux saisons : une saison sèche (qui dure environ quatre mois, de mai à août) et une saison de pluie (qui dure huit mois, de septembre à mars).

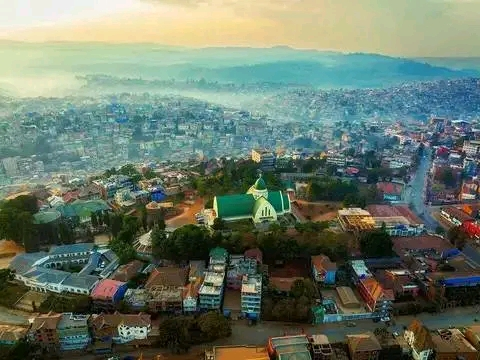
Ville de Bukavu, vue depuis une colline dans la commune de Bagira.
sur la photo on peut voir la cathédrale Notre Dame de la paix de Bukavu.

## Histoire

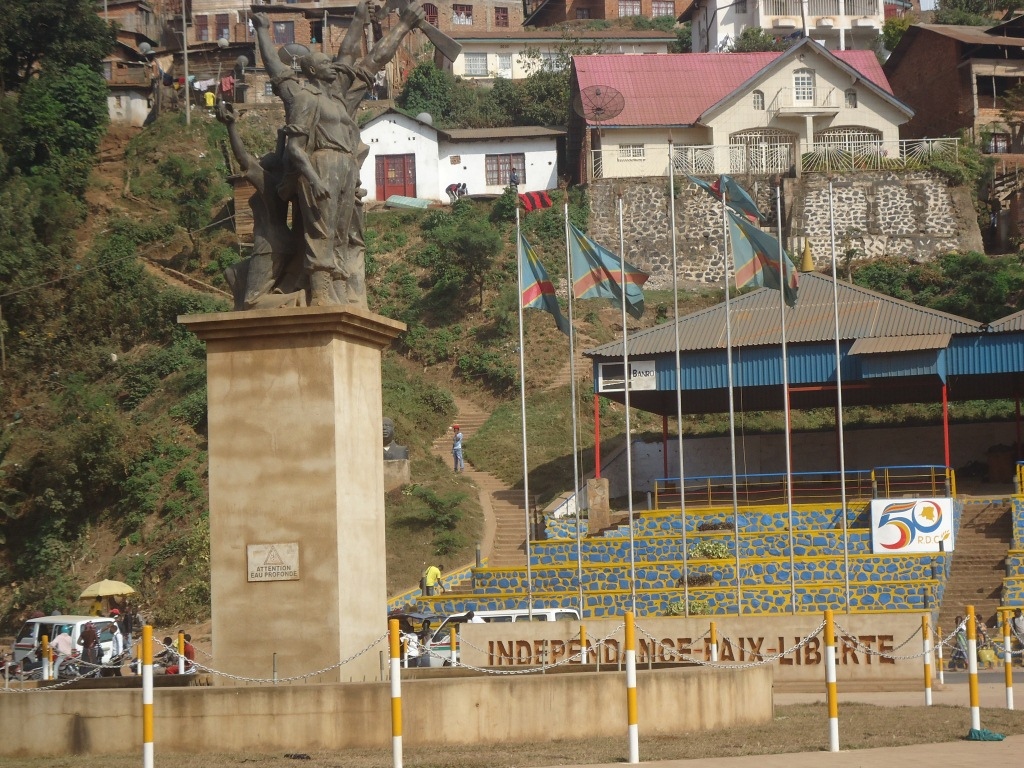
Place de l'indépendance.

Ancien territoire du royaume des Bashi (nom du pays des Bashi, une ethnie shi qui avait comme roi souverain Kabare). Il était dirigé par l'un de grands princes du royaume, le « muluzi » Nyalukemba, lors de l’arrivée des premiers Européens dans le Bushi à la fin du XIXe siècle. La ville s'appelait Rusozi. Le nom Bukavu vient de la transformation du mot 'bu'nkafu' (ferme des vaches). Bukavu fut occupée en 1900 par les autorités coloniales belges et le sous-lieutenant danois Olsen y crée le poste de Nya Lukemba. En 1927, Bukavu fut rebaptisée Costermansville (ou Costermansstad en néerlandais) en l'honneur de Paul Costermans. En 1953, la ville reprend le nom de Bukavu. La ville accueillait une importante population, surtout européenne, sous le régime colonial.

### Occupation de Bukavu par le Mouvement du 23 mars
Dans le cadre de la résurgence du M23 débutée en novembre 2021 dans la province du Nord-Kivu, le Mouvement du 23 mars (M23) et les Forces rwandaises de défense (FRD) lancent début février 2025 une offensive dans le Sud-Kivu. Le 14 février 2025, ils pénètrent dans les faubourgs nord-ouest de Bukavu, rencontrant très peu de résistance, les Forces armées de la république démocratique du Congo (FARDC) et les Forces armées du Burundi s'étant repliées vers le sud-est en direction de la frontière avec le Burundi,. Le lendemain, l'insécurité s'accroît dans Bukavu où des pillages généralisés ont lieu. Des groupes de jeunes, se présentant comme des wazalendo et des civils armés participent à ces exactions. Les habitants craignant une escalade de la violence se réfugient chez eux ou tentent de fuir la ville,.
Le 16 février, le M23 entre dans le centre de Bukavu, sous les applaudissements d'une partie de la population. Le groupe prend le contrôle de plusieurs quartiers et lieux clés, dont la résidence du gouverneur et le poste frontière de Ruzizi 1 avec le Rwanda. Après la prise de Goma fin janvier, cette avancée permet au M23 et à son allié rwandais de contrôler les deux côtés de la frontière du lac Kivu et les ravitaillements par voie aérienne,. La dernière fois que la république démocratique du Congo a perdu simultanément le contrôle des deux capitales du Kivu remonte à 1998, durant la deuxième guerre du Congo.

#### Explosions lors du rassemblement du M23
Le 27 février 2025, lors d'un rassemblement public organisé par le M23 sur la place de l'Indépendance à Bukavu, deux explosions causent la mort d'au moins 11 personnes et blessent plus de 70 autres. Les explosions ont déclenché une panique générale parmi les participants. Les circonstances exactes de l'attaque restent floues : Le M23 accuse le gouvernement congolais d'être derrière cet acte, Félix Tshisekedi, le président congolais, qualifie ces actes de terroriste et accuse le M23 et le Rwanda sans les nommer directement.

## Voies de communication et transports
La route Transafricaine 8 Lagos-Mombasa passe par Bukavu.
La ville est reliée par le transport aérien avec l’aéroport de Kavumu (Kavumu, code AITA : BKY ou code OACI « FZMA »). Selon la société Jeppesen qui établit officiellement les cartes de navigation, l'aéroport comprend une piste de 6 562 pieds (soit 2 000 mètres) en asphalte, située sur un axe Nord/Sud (164° pour la piste 17 et 344° pour la piste 35). Son aéroport s'élève à 5 657 pieds (environ 1 725 mètres) d'altitude et se situe entre le lac Kivu et la chaîne volcanique du Kahuzi-Biega. Cet aéroport permet le transport des biens et personnes vers le Sud Kivu et le Maniema, principalement grâce aux petites compagnies aériennes locales, car les infrastructures routières aujourd'hui sont inexistantes. Une à deux fois par semaine, l'aéroport est desservi par les compagnies nationales basées à Kinshasa.

## Politique et administration

### Administration municipale
La ville de Bukavu est subdivisée en 3 communes: Ibanda, Kadutu et Bagira (il existe une controverse sur une quatrième commune [Kasha] créée pendant la rébellion du Rassemblement Congolais pour la Démocratie lors de la deuxième guerre du Congo). Chacune de ces communes est subdivisée en plusieurs quartiers et avenues. À la tête de chaque commune se trouve un bourgmestre. Bukavu est aussi le siège du gouvernement provincial de la province du Sud Kivu.
Béatrice Kindja Mwendanga  est élu de la circonscription de Bukavu pour le Sud Kivu et ministre provinciale de la santé dans la province du Sud-Kivu.

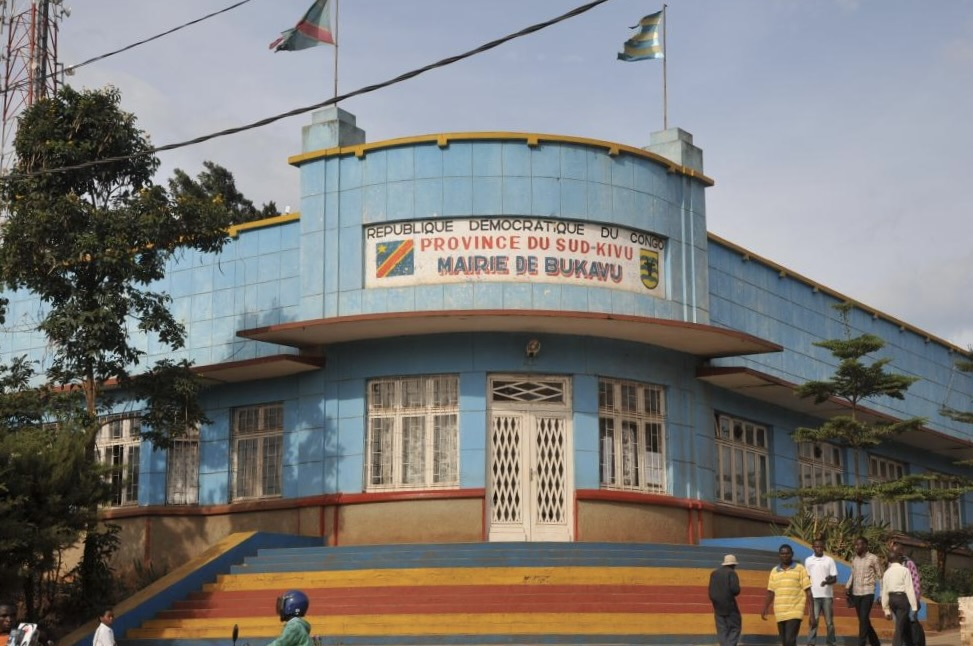
Mairie de Bukavu.

| Communes | Population (2003) | Superficie km2 |
| -------- | ----------------- | -------------- |
| Bagira   | 43 814            | 37,6           |
| Kadutu   | 162 333           | 10,1           |
| Ibanda   | 136 355           | 12,3           |
| Kasha    | 73 019            | -              |
| Bukavu   | 415 521           | 60             |

### Liste des maires
Celle-ci est la liste des maires (auparavant appelés « bourgmestres ») ayant dirigé la ville de Bukavu, au Sud-Kivu, RD Congo depuis l’Indépendance (1960 jusqu'à nos jours).
- Denis Maganga Igomokelo 1961-1964
- François Matabaro 1964-1967
- Daniel Birimwiragi 1967-1968
- Floribert Sukadi Bulayi 1968-1970
- Grégoire Sedei Sekimonyo 1970-1971
- Gilbert Kibibi wa Lukinda Umo 1971-1974
- Mosha Kayembe Dibwa 1974
- André Lokomba Kumuadeboni 1974-1979
- M'lemvo wa Maduda Yeka 1979-1981
- André Lokomba Kumuadeboni 1981-1982
- Me Nyaloka zizi Mata-Ebongo 1982-1984
- Ndala wa Ndala 1984-1986
- Shango Okitedinga Lumbahe 1986-1988
- Shemisi Betitwa 1988-1991
- Migale mwene Malibu 1991-1996
- Thaddée Mutware Binyonyo 1996-2000
- Roger Safari
- Adolphe Cirimwami
- Mathieu Ruguye
- Jean Marie Murhula J.M
- Prospère Mushobekwa
- Mme Nzita Kavungirwa Kayange
- Guillaume Bonga Laisi
- Philemon Lutombo Yogolelo
- Meschac Bilubi Ulengabo
- Karumba Chikuta Zénon

## Environnement
La gestion des déchets plastiques représente un défi pour Bukavu. La ville manque d'infrastructures et de systèmes de collecte et de recyclage appropriés, ce qui entraîne l'accumulation de plastiques dans l'environnement. De nombreux plastiques se retrouvent dans les rivières et les zones naturelles, polluant les écosystèmes.
Le pasteur Gédéon Bulangalire, environnementaliste de la région, estime que les bouteilles vides peuvent envahir "les zones de reproduction des poissons", perturbant de ce fait le cycle de reproduction des poissons, et entraînant une baisse de la population aquatique.

## Population et société

### Enseignement
En rapport avec le système éducatif congolais, Bukavu compte de nombreuses écoles primaires. Celles-ci accueillent les élèves âgés de 6 à 12 ans. L'éducation primaire dure 6 ans et est sanctionnée par un certificat d'études primaires.
Les élèves sont obligés de passer des contrôles réguliers pendant l'année scolaire. Ceux qui échouent se voient obligés de reprendre l'année.
Après l'école primaire vient l'école secondaire comportant le cycle d'orientation et les humanités. Les élèves sont admis dans un cycle d'orientation de 2 ans après leur certificat. Celui-ci est un tronc commun permettant d'approfondir la formation primaire, mais qui ouvre aussi à des choix pour une option précise aux humanités. Ce sont 4 années post cycle d'orientation.
À Bukavu, les écoles les plus connues sont le collège Alfajiri des Pères Jésuites (ancien collège Notre-Dame de la Victoire), le complexe scolaire La Véronique (des religieuses, sœurs franciscaines, de Notre Dame du Mont), le lycée Wima des religieuses de la Sainte-Famille (ancien pensionnat Albert 1er), le Collège Saint-Paul/Kitumaini, l'Institut Technique Fundi Maendeleo (ITFM) et l'Institut Bwindi.

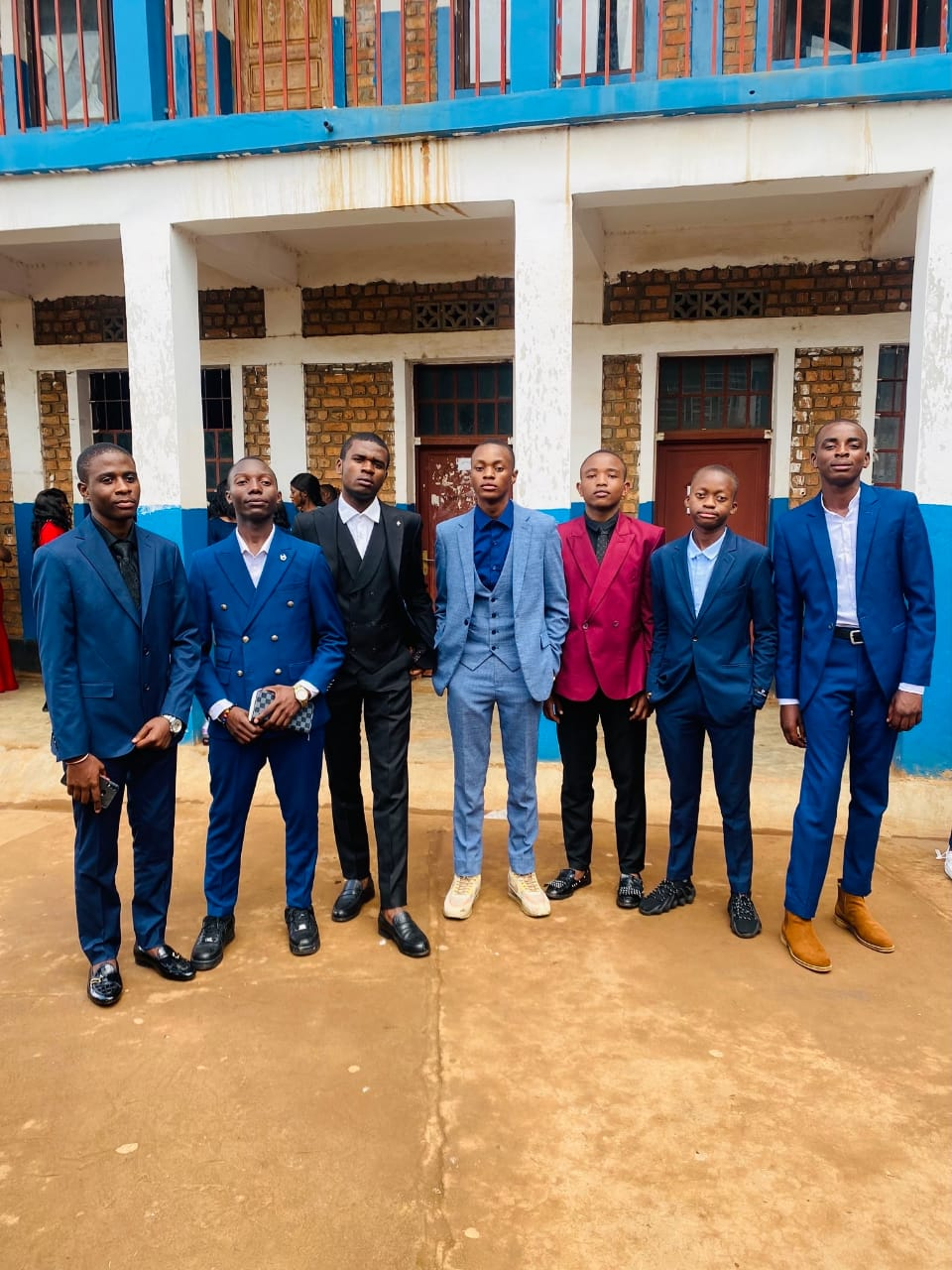
cette photo prise un après-midi représente sept élèves ayant fini leur scolarité à Bukavu

En plus des écoles existent des établissements supérieurs : l'institut Saint Guido Maria Conforti, l'EDAP/ISP, l'institut Nyalukemba, l'institut EDAC/ISGEA, l'Athénée d'Ibanda, l'institut de Bagira, l'institut Tumaini, le lycée Cirezi, le complexe scolaire Le-progrès, le Complexe scolaire Lapereaux, le complexe scolaire Élite, le groupe scolaire Sainte-Bakhita, l'institut Burhiba muzihirwa, l'institut Imani-Panzi, l'institut Avenir, l'nstitut Cahi, le collège Adora.

#### Enseignement supérieur
Voici par ordre alphabétique quelques institutions universitaires et d'enseignements supérieurs dans cette ville : 
- Université du Cepromad, UNIC Bukavu
- Université catholique de Bukavu, UCB
- Université évangélique en Afrique, UEA
- Université officielle de Bukavu, UOB
- Université Simon-Kimbangu, USK
- Institut supérieur de développement rural, ISDR Bukavu
- Institut supérieur pédagogique de Bukavu, ISP
- ISTCE Bukavu
- Institut supérieur des techniques médicales, ISTM Bukavu
- Institut Supérieur de Pastorale Familiale, ISPF Bukavu
- Institut supérieur de Commerce, ISC
- Université de Bukavu, UB
- Université libre des Pays des Grands Lacs, ULPGL

## Santé
- Clinique universitaire de Bukavu (CUB)
- Hôpital de Panzi et La Cité de la joie (refuge)
- Hôpital général de référence de Bukavu (HGRB)
- Hôpital de référence de Ciriri[18]
- Clinique Saint-Luc
- Clinique Skyborne

## Sports
- Olympic Club de Bukavu Dawa, club de football qui évolue en Linafoot Ligue 1
- Olympic Club Muungano, club de football qui évolue en Linafoot Ligue 2
- Football Club Étoile du Kivu, club de football qui évolue en Linafoot Ligue 1

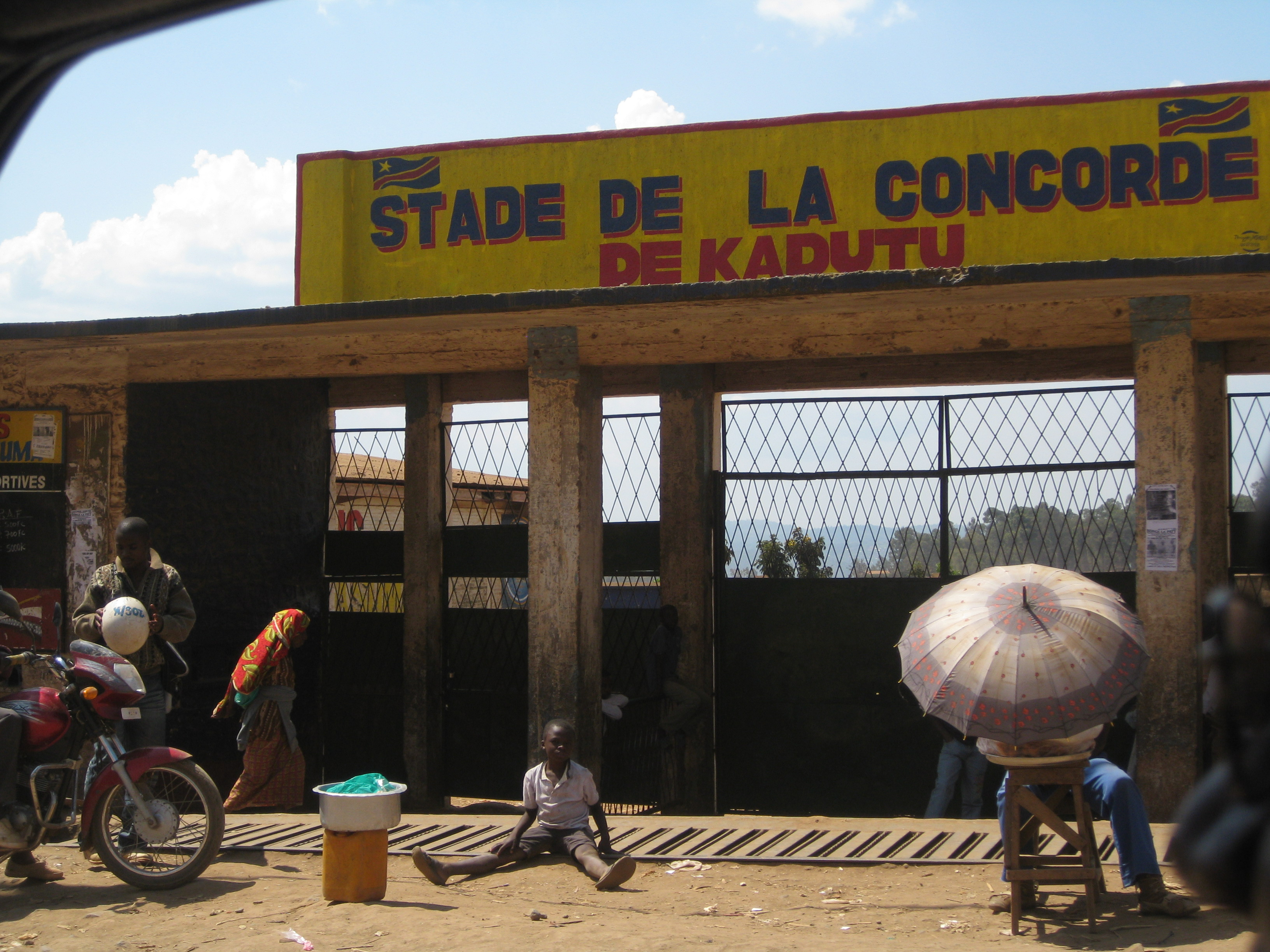
Stade de Kadutu.

- Football club Ajax

- Basketball Club The Snake

## Lieux de culte

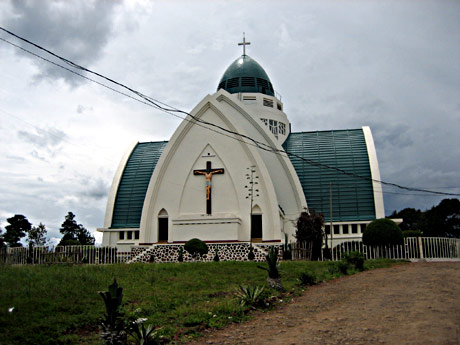
Cathédrale Notre-Dame-de-la-Paix de Bukavu.

Parmi les lieux de culte, il y a principalement des églises et des temples chrétiens : Archidiocèse de Bukavu (Église catholique), Église kimbanguiste, Communauté baptiste du Congo (Alliance baptiste mondiale), ( Revelation ministries Chuma unowa Chuma), Communauté baptiste au centre de l'Afrique (Alliance baptiste mondiale), Assemblées de Dieu, Province de l'Église anglicane du Congo (Communion anglicane), Communauté Presbytérienne au Congo (Communion mondiale d'Églises réformées). Il y a aussi des mosquées musulmanes .

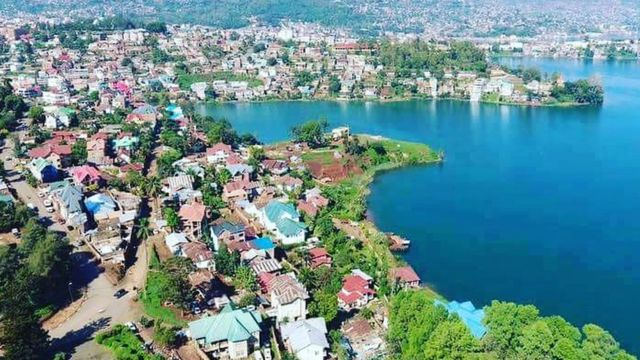
ville de Bukavu, avec vue sur la péninsule la botte sur le lac Kivu

## Culture locale et patrimoine

### Monuments et lieux touristiques
La ville abrite le musée des Mines et Géologies.

### Personnalités liées à Bukavu

#### Naissance à Bukavu
- Pierre Pay-Pay wa Syakasighe (1946-2023) : économiste et homme politique ;
- Pierre Kompany (1947-) : homme politique en Belgique ;
- Mwezé Ngangura (1950-) : réalisateur ;
- Prosper Nabyolwa (1952-) : officier ;
- So Kalmery (1955-) : chanteur ;
- Denis Mukwege (1955-) : gynécologue, prix Nobel de la paix (2018) ;
- François-Xavier Maroy (1956-) : archevêque ;
- Lokua Kanza (1958-) : musicien ;
- Constant Omari (1958-) : sportif et président de la Fecofa ;
- Raoul Shungu (1958-) : footballeur ;
- Vital Kamerhe (1959-) : économiste et homme politique ;
- Floribert Chebeya (1963-2010) : militant des droits de l'homme ;
- Victor Kathémo (1969-) : écrivain ;
- Claude Nyamugabo Bazibuhe (1972-) : homme politique ;
- Barbara Kanam (1973-) : chanteuse ;
- Marie-Ange Mushobekwa (1973-) : journaliste et femme politique ;
- Marie-Louise Mumbu (1975-) : auteure dramatique ;
- Saïd Makasi (1979-) : footballeur ;
- Douce Namwezi N'Ibamba (1989-) : journaliste et entrepreneuse sociale ;
- Zickry Casiodoro (1990-) : musicien ;
- Cor Akim (1992-) : pianiste, rappeur et parolier ;
- Joella Neema Sambo : femme politique ;
- Justin Kabumba Katumwa (1994-) : journaliste congolais ;
- Amini Cishugi (1996-) : youtubeur, acteur et écrivain ;
- Paul Musafiri (?-) : homme politique ;
- Didier Kawende (?) : auteur de bande dessinée.

#### Résidence à Bukavu
- Jean-Marie Kititwa, un des pères de l'indépendance nationale[20], président ad interim du Zaïre, plusieurs fois ministre et ambassadeur.

#### Décès à Bukavu
- Philippe Nkubiri (1910-1998), homme politique.